# Lipowo (wieś w powiecie ostródzkim)
Lipowo (niem. Leip) – wieś w Polsce, położona w województwie warmińsko-mazurskim, w powiecie ostródzkim, w gminie Ostróda. W latach 1975–1998 miejscowość należała administracyjnie do województwa olsztyńskiego. 
Wieś o tradycjach protestanckich. Obecnie kontynuatorem protestanckiej tradycji jest parafia metodystyczna w Lipowie. Na północny zachód od Lipowa, przy strumyku zwanym Gryźlina (obecna nazwa to rzeka Gizela), znajduje się las, zwany Lesiek (niem. Leschawald, Farnwald).

## Historia
W okolicach Lipowa znajduje się pozostałość po grodzisku Prusów (datowane na wiek X-XII)
W czasach krzyżackich wieś pojawiła się w dokumentach w roku 1328. Były to dobra krzyżackie o powierzchni 80 włók, podległe pod komturię w Ostródzie. Nadanie ziemi sasińskiej otrzymał Joduta syn Guntego z Gont i Walter z Lipowa od księcia Lutra z Brunszwiku, przyszłego wielkiego mistrza zakonu. Joduta z otrzymanej ziemi nadał 8,5 włóki wraz z sołectwem i prawem zbudowania karczmy Mikołajowi z Prabut. Według dokumentów z 1334 r. w Lipowie był kościół, którego plebanem był Jan z Lipowa. Około roku 1400 Zakon wykupił Lipowo od niejakiego Bresche. W 1459 Ludwig von Erlichhausen nadał połowę wsi Lipowo burmistrzowi Lubawy Witramowi z Wytrębic na pokrycie kosztów wykupu z niewoli polskiej.
W 1532 do Lipowa przybył pierwszy duchowny ewangelicki. W 1539 Lipowo było wsią książęcą z 36 gospodarstwami (w 1551 roku było tu 18 gospodarstw, w 1571 - 25, w 1591 - 23). W 1543 r. połowa wsi Lipowo oraz dobra w Balicach były w posiadaniu Grzegorza i Jerzego Balickich, Krzysztofa Kalksteina (współwłaściciel wsi Naprom), Mikołaja Ruszkowskiego i Anny Schöneich. Według danych z 1548 r. wieś obejmowała 90 włók, w tym 37 włók czynszowych. W 1549 włók czynszowych było już 54. W 1553 r. pastorem był Stanisław z Zakroczymia. W 1554 r. 54 włóki w Lipowie były włókami książęcymi, a chłopi pańszczyźniani skarżyli się, że muszą odrabiać szarwark w majątku w Turznicy. Dokumenty z 1577 r. wskazują, że we wsi były włóki kościelne, sołeckie, a 35 chłopów posiadało po dwie włóki każdy, czterech po 2-3,5 włóki. Ponadto we wsi mieszkało 11 zagrodników, dwóch kowali, karczmarz i pastuch. W tym czasie do parafii w Lipowie należały wsie: Balice, Czerlin, Glaznoty, Idzbark.
W 1650 r. majątek Lipowo należał do Krystiana Reinholda Fincka i Marcina Kocziewskiego. W majątku znajdowało się 500 owiec. W latach 1692–1707 tutejszym pastorem był Paweł Penski. W 1715 r. zbudowano w Lipowie drewniany, bezwieżowy kościół ewangelicki, z wykorzystaniem elementów zdobniczych pochodzących ze starego kościoła. W 1783 r. we wsi i majątku szlacheckim były 23 domy. W 1880 r. w Lipowie mieszkało 442 mieszkańców. W latach 1817–1897 tutejszy kościół był filą parafii w Smykowie, a później samodzielną parafią. W 1897 r. w tutejszej parafii było 1560 osób, w tym 1060 Polaków. Nabożeństwa w języku polskim odbywały się w każdą niedzielę, a dodatkowo w każdą trzecią niedzielę odbywało się nabożeństwo w języku niemieckim.
W 1901 r. wprowadzono nabożeństwa w języku niemieckim, a nabożeństwa po polsku odbywały się odtąd w co drugą niedzielę. W 1902 r. na 1465 parafian 500 mówiło po polsku, natomiast dane z 1912 roku podają 200 parafian mówiących po polsku, na 1289 wszystkich. W 1939 r. w Lipowie było 622 mieszkańców.
W 1957 roku w Lipowie powstał zakład doświadczalny Akademii Rolniczo-Technicznej w Olsztynie (od lipca 1960 roku obszarach w Lipowie obejmował 600 ha). W 1971 roku Lipowo połączono z Bałcynami w jeden zakład. Wraz z innymi zakładami doświadczalnymi Lipowo włączone zostało do działalności naukowo-dydaktycznej ART w Olsztynie. W tym czasie wyniki gospodarcze w zakładzie w Lipowie były następujące: plony czterech zbóż w kwintalach na 1 ha - 24 w sezonie 1962-63 i 28 w sezonie 1966-67, ziemniaki odpowiednio 233 (1962-63) i 275 (1966-67); wydajność mleczna krów wynosiła 3040 litrów (1962-63) i 3414 litrów (1966-67)
W latach 70. XX w. dla nauczycieli szkół podstawowych wybudowano w powiecie ostródzkim  mieszkania, m.in. w Lipowie
Według wykazu miejscowości powiatu ostródzkiego z 23 marca 1974 roku sołectwo Lipowo należało do gminy Pietrzwałd, a do sołectwa należały następujące miejscowości: Lesiak Lipowski (osada), Lipowo (wieś i PGR), Marynowo (osada), Bałcyny (PGR).

## Ludzie związani z miejscowością
Na przełomie XVII i XVIII w. z parafią Lipowie (a także  Kraplewie i Nawiadach) związany był Jan Barvkowius (zmarł w 1738 r.), wydawca polskiego kancjonału, tłumaczonych pieśni z języka niemieckiego na polski, współtwórca inicjatyw wydawniczych Tschepiusa i F. Mortzfelda